# Тайт, Брэнфорд
Сэр Брэнфорд Мэйхью Тайт (англ. Branford Mayhew Taitt; 15 мая 1938, Fairfield Road, Барбадос, Британская Вест-Индия — 15 февраля 2013, Бриджтаун, Барбадос) — барбадосский государственный деятель, министр иностранных дел Барбадоса (1993—1994).

## Биография
Окончил Бруклинский колледж, затем — степень Нью-Йоркский университет со степенью магистра в области государственного управления.
- 1962—1965 гг. — в секретариате Организации Объединённых Наций,
- 1965—1967 гг. — торговый представитель Барбадоса в Нью-Йорке,
- 1967—1971 — генеральный консул в Нью-Йорке,
- 1971—1976 гг. — министр промышленности и торговли, (1986—1987), (1987—1993), (1993—1994) [
- 1986—1987 гг. — министр туризма и промышленности,
- 1987—1993 гг. — министр здравоохранения,
- 1993—1994 гг. — министр иностранных дел,
- 2008—2012 гг. — президент сената Барбадоса.

Депутат парламента (1971—1999). На протяжении многих лет возглавлял Демократическую лейбористскую партию Барбадоса.

## Награды
В 2010 году королевой Елизаветой Второй был возведен в рыцарское достоинство, получив орден Барбадоса класса рыцаря Святого Андрея.